# Samuel Gustafson
Samuel Gustafson (* 11. Januar 1995 in Mölndal) ist ein schwedischer Fußballspieler. Der Mittelfeldspieler spielt für die schwedische Nationalmannschaft und steht aktuell bei den Urawa Red Diamonds unter Vertrag.

## Karriere
Gustafson begann gemeinsam mit seinem Zwillingsbruder Simon mit dem Fußballspielen bei Fässbergs IF. Mit der U-18-Nachwuchsmannschaft gewann das Brüderpaar im Sommer 2012 im Elfmeterschießen den Gothia Cup. Im Januar 2013 verließen die Brüder Gustafson gemeinsam Fässbergs IF und wechselten zum Erstligisten BK Häcken.
Sein Debüt gab er am 23. Juni 2013 beim Auswärtssieg gegen Halmstads BK, als er in der 84. Minute für Simon Sandberg eingewechselt wurde.
Im August 2016 wurde Gustafson vom italienischen Serie-A -Team Turin verpflichtet. Am 29. November 2016 gab er sein Debüt für den Verein beim 4:0-Sieg gegen Pisa in der Coppa Italia, wo er in der 15. Minute für Joel Obi eingewechselt wurde. Im Januar 2018 wurde Gustafson an das italienische Serie-B-Team Perugia ausgeliehen.
Am 7. Juli 2018 wurde Gustafson an den Serie-B-Klub Hellas Verona ausgeliehen, bevor er nach Leihende im September 2019 von Cremonese fest verpflichtet wurde.
Im Sommer 2021 kehrte er für einen Drei-Jahres-Vertrag zu BK Häcken zurück. Verletzungsprobleme führten dazu, dass Gustafson im Herbst 2021 nur zweimal in der Startelf und zweimal als Einwechselspieler zum Einsatz kam.
Im Januar 2024 unterschrieb Gustafson einen Vertrag beim J1-League-Klub Urawa Red Diamonds, wo er mit seinem ehemaligen Trainer Per-Mathias Høgmo wiedervereint wurde, der einige Tage zuvor ebenfalls BK Häcken verlassen hatte. Sein Debüt gab er bei einer 0:2-Niederlage gegen Sanfrecce Hiroshima im ersten Spiel der Saison.

## Nationalmannschaft
Zwischen 2015 und 2016 spielte Gustafson insgesamt siebenmal für die schwedische U21-Nationalmannschaft. Sein Debüt in der A-Nationalmannschaft für Schweden gab er am 16. November 2022 in einem Freundschaftsspiel gegen Mexiko, in dem er das gesamte Spiel absolvierte und die Mannschaft mit 2:1 gewann.

## Erfolge
BK Häcken
- Fotbollsallsvenskan: 2022
- Svenska Cupen: 2015/16, 2022/23